# Абхидхея
Абхидхе́я (IAST: Abhidheya) — санскритский термин, наряду с самбандхой и прайоджаной является одним из трёх основополагающих понятий гаудия-вайшнавского богословия, где он используется для обозначения средства достижения конечной цели, преданного служения в стадии практики (садхана-бхакти). Абхидхея — это то, что человек должен развивать для достижения высшей цели — премы, или чистой любви к Кришне, которая считается высочайшим из достижений, прайоджаной.
Понятия самбандхи, абхидхеи и прайоджаны объясняют в своих трудах такие выдающиеся кришнаитские богословы, как Рупа Госвами и Рагхунатха Даса Госвами. Абхидхея — это садхана, духовная практика, выполняемая человеком после того, как он осознал самбандху — свои изначальные взаимоотношения с Кришной. Абхидея — это деятельность, направленная на удовлетворение Кришны, это чистое, бескорыстное служение Кришне, которое является средством осознания вечных любовных отношений, существующих между Кришной и мельчайшей дживой.
О вечных взаимоотношениях дживы с Кришной говорится в ведийской литературе. Информация об этих взаимоотношениях называется самбандхой. Понимание дживой этих взаимоотношений и последующее действие на основе этого понимания называется абхидхея. Достижение премы, или чистой любви к Кришне, и возвращение в духовный мир, в общество Кришны и его спутников — это конечная цель жизни, которая называется прайоджана. В этой цели заключён наивысший интерес дживы.
В гаудия-вайшнавизме, ачарьей абхидхеи почитается Рупа Госвами, а божеством абхидхеи — мурти Радхи-Говинды во Вриндаване, в форме которого Радха-Кришна принимают служение своих преданных.